# Hospital Mount Sinai
O Hospital Mount Sinai (em inglês:  Mount Sinai Hospital) é um dos maiores e mais antigos hospitais de ensino e treinamento dos Estados Unidos e considerado um dos melhores hospitais do mundo em onze especialidades.
Situado no lado leste do Central Park, na esquina da Quinta Avenida com a rua 100, em Manhattan, o Sinai tem vários hospitais afiliados na área metropolitana de Nova York e um campus adicional no bairro do Queens.
O hospital também é ligado a um dos mais importante centros de treinamento médico e pesquisas biomédicas, o Mount Sinai School of Medicine, fundado em 1968, e os dois centros juntos formam o Mount Sinai Medical Center.
Fundado em 1855 para atender às necessidades do crescimento da população imigrante judia na cidade, como Jew's Hospital, foi um dos hospitais que mais prestou atendimento médico à soldados feridos durante a Guerra da Secessão Americana.
O Mount Sinai tem 1171 leitos e uma equipe médica fixa de cerca de 2200 médicos, 700 residentes e 1800 enfermeiras. Através dos anos, seu corpo médico serviu junto às Forças Armadas dos Estados Unidos nas duas guerras mundiais.
Pioneiro em diversas áreas de pesquisas médicas, o Mount Sinai foi o primeiro hospital de Nova York a realizar um transplante de pulmão, em 1988, o primeiro a usar platina no tratamento do câncer de ovário e o primeiro a realizar uma transfusão de sangue num feto não-nascido.